# Ibrahim Magassa
Ibrahim Magassa (Bondy, 9 de mayo de 2002) es un baloncestista francés que pertenece a la plantilla del Real Betis Baloncesto de la Liga LEB Oro. Con 2,03 metros de estatura, juega en la posición de alero.

## Trayectoria deportiva
En 2017 llega a España para jugar en las filas del Baloncesto Torrelodones en categoría junior, en el que militaría durante dos temporadas.
En julio de 2020 firma un contrato por cinco temporadas con el Coosur Real Betis de la Liga Endesa. Durante la temporada 2019-20, jugaría en el Real Betis de Sevilla de la Liga EBA.
El 11 de octubre de 2020, realiza su debut en Liga Endesa con el Coosur Real Betis, jugando los últimos segundos del encuentro frente a UCAM Murcia CB.
El 30 de agosto de 2022, firma por el Juaristi ISB de la Liga LEB Oro, cedido por el Real Betis Baloncesto.
En la temporada 2023-24, forma parte de la primera plantilla del Real Betis Baloncesto de la Liga LEB Oro.

## Internacional
En 2019 participó con la selección de baloncesto de Francia en el Campeonato de Europa U16, en el que el combinado galo finalizó en cuarta posición.